# محمدرضا فاکر
محمدرضا فاکر (۱۳۲۴ مشهد – ۲۱ بهمن ۱۳۸۸ تهران) عضو مجلس خبرگان رهبری و رئیس کمیسیون اصل ۹۰ مجلس هشتم شورای اسلامی بود.

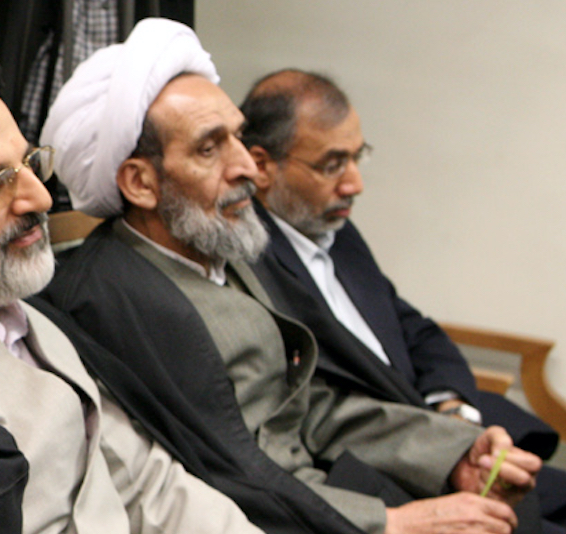
محمدرضا فاکر در سال ۱۳۸۷

## زندگی

### کودکی و جوانی
فاکر در سال ۱۳۲۴ از خانواده‌ای مذهبی در شهر مشهد به دنیا آمد. او که به دلیل شغل پدرش به اصفهان رفته بود پس از گذراندن دروس دورهٔ ابتدایی، پس از بازگشت به مشهد دورهٔ مقدمات حوزه را نزد ادیب نیشابوری به پایان رسانید.

### تحصیل و تدریس
سپس برای یادگیری شرح لمعه نزد مدرس یزدی رفت و بخش‌هایی از آن را از او فرا گرفت. بخش باقی‌مانده از شرح لمعه را در قم نزد  صلواتی و میرزا یدالله دوزدوزانی یاد گرفت. او همچنین در درس مکاسب ابوالقاسم خزعلی و فاضل لنکرانی حضور می‌یافت، در عین حال که رسائل را نزد حسین نوری همدانی می‌خواند.
او همزمان با یادگیری، دروسی را که آموخته بود، تدریس می‌نمود. پس از اتمام تحصیل نیز، سال‌ها در حوزه‌های علمیه به تدریس پرداخت. او که تقریرات دروس خارج را نگاشته بود، در طول تحصیل سفرهای تبلیغی و سیاسی به مناطق مختلف کرد.

### فعالیت‌های سیاسی

#### پیش از انقلاب
او از مبارزان دوران پیش از انقلاب و نیز از مدافعان انقلاب اسلامی بود. آغاز مبارزات او به دوره‌ای باز می‌گردد که در مشهد به خواندن ادبیات مشغول بود. او در آن زمان بسیاری از اعلامیه‌های روح‌الله خمینی را در حجرهٔ خود تکثیر می‌کرد (با نوشتن از روی آن‌ها) و مخفیانه به اطلاع دیگر طرفداران انقلاب می‌رساند یا بر در و دیوار شهر نصب می‌کرد. نخستین بار در سال ۱۳۴۱ دستگیر و زندانی شد و دومین بار در ۱۵ خرداد ۱۳۴۲ بازداشت شد که در زندان با علی خامنه‌ای آشنا گشت.
بار بعد در ۱۳۵۳ بازداشت و زندانی شد و تا پایان سال ۱۳۵۵ در زندان بود که علتش سخنرانی او در نهاوند بر ضد شاه و همکاری با گروه ابوذر بود. او پس از انتقال از مشهد به تهران زندانی شد.
از کارهای مهم او طرح مرجعیت روح الله خمینی پس از درگذشت سید محسن طباطبایی حکیم (پدر سید محمدباقر حکیم) با همراهی جمعی از استادان و بزرگان حوزهٔ علمیهٔ قم بود. در این راستا او طی سفری به خرمشهر، آبادان و زاهدان و دیگر شهرها، علمای آن شهرها را در جریان تصمیم فوق گذاشت.

#### پس از انقلاب
پس از وقوع انقلاب، برای مدتی نمایندگی روح‌الله خمینی را در سپاه پاسداران انقلاب اسلامی بر عهده داشت. همچنین او برای چند دوره در مجلس شورای اسلامی، نمایندگی مردم مشهد و کلات را عهده‌دار بود.
فاکر حداقل سه بار مورد سوء قصد قرار گرفت که جان سالم بدر برد. او هم قبل و هم بعد از انقلاب در جامعهٔ مدرسین حوزهٔ علمیهٔ قم بوده‌است.
او در مجلس پنجم با ۷۹۳۲۷۳ رای و ۳۳٫۵٪ آراء نماینده مجلس در شهر مشهد شد. در مجلس هفتم نیز با ۷۴۴۳۱۰ رای و ۳۸٫۵۸٪ آراء نمایندهٔ مشهد در مجلس شورای اسلامی شد و نیز به عضویت کمیسیون اصل نود در مجلس در آمد. در مجلس هشتم نیز ریاست کمیسیون اصل نود را عهده‌دار بود.
او عضو مجلس خبرگان رهبری نیز بود.

### درگذشت
وی در ۲۱ بهمن ۱۳۸۸ به علت بیماری گوارشی درگذشت.